# Fledermausquartier Kirche Ruhland
Fledermausquartier Kirche Ruhland este o arie protejată (arie specială de conservare — SAC, sit de importanță comunitară — SCI) din Germania întinsă pe o suprafață de 0,09 ha, integral pe uscat.

## Localizare
Centrul sitului Fledermausquartier Kirche Ruhland este situat la coordonatele 51°27′36″N 13°52′08″E / 51.46°N 13.8689°E.

## Înființare
Situl Fledermausquartier Kirche Ruhland a fost declarat sit de importanță comunitară în martie 2004.

## Biodiversitate
Situată în ecoregiunea continentală, aria protejată nu include niciun habitat protejat.
La baza desemnării sitului se află o specie protejată de  mamifere: liliac comun (Myotis myotis).